# Rund um die Liebe (film 1929)
Rund um die Liebe è un film muto del 1929 diretto da Oskar Kalbus. Il titolo si può tradurre Tutto sull'amore ed è un film antologico che usa filmati di repertorio sui maggiori attori del cinema di area tedesca dell'epoca.

## Produzione
Il film fu prodotto dall'Universum-Film AG (UFA) (Berlin). Venne girato nel novembre 1928.

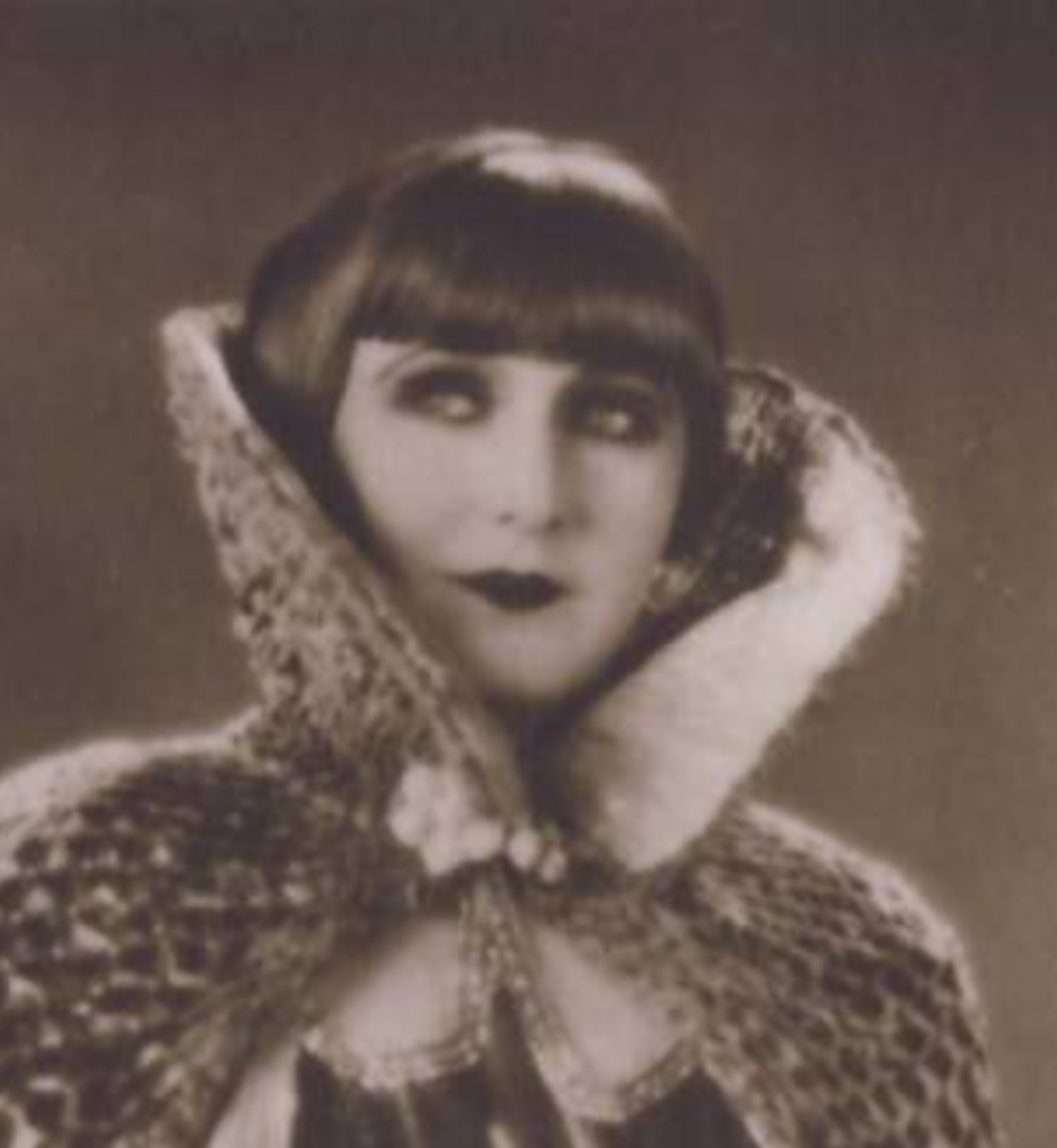
María Corda
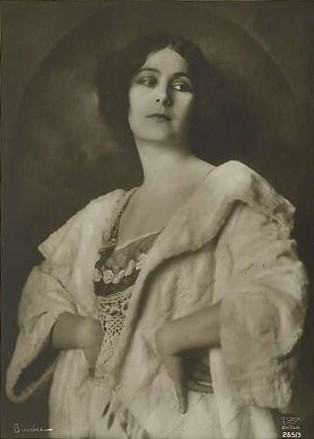
Lil Dagover (1919)
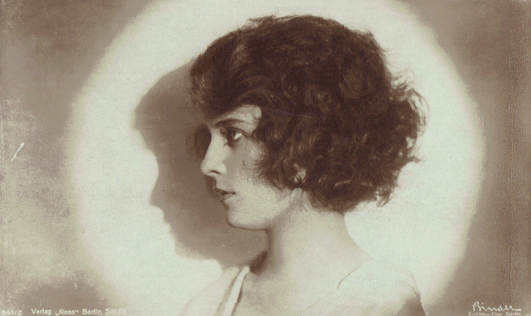
Lilian Harvey (1926)
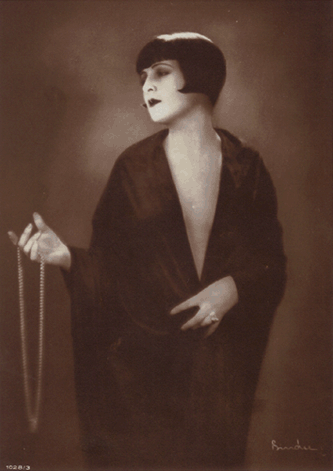
Lya De Putti (1927 o 1929)

## Distribuzione
Distribuito dall'UFA-Filmverleih GmbH (Berlin), il film fu presentato in prima il 26 aprile 1929 all'Ufa-Palast Viktoria di Dresda accompagnato dalle musiche di Franke. Uscì poi l'8 maggio 1929 distribuito in sala all'Ufa-Pavillon di Berlino. Questa seconda proiezione ebbe l'accompagnamento musicale di Fritz Wenneis.